# Kandagadahalli, Kadur
Kandagadahalli là một làng thuộc tehsil Kadur, huyện Chikmagalur, bang Karnataka, Ấn Độ.